# وزارة الزراعة والثروة السمكية وموارد المياه (سلطنة عمان)
وزارة الزراعة والثروة السمكية وموارد المياه هي الهيئة الحكومية في سلطنة عُمان المسؤولة عن جميع الشؤون المتعلقة بالزراعة والثروة السمكية والموارد المائية.